# Maëva Coucke
Maëva Coucke (Fougères, 28 giugno 1994) è una modella francese, eletta Miss Francia 2018.

## Biografia
Maëva Coucke è nata a Fougères, in Bretagna, e ha vissuto a Louvigné-du-Désert e poi a Ferques. Eletta Miss Nord-Pas-de-Calais nel 2017, ha partecipato a Miss Francia 2020 e ha vinto il concorso, diventando così la 88ª Miss Francia.
Ha rappresentato la Francia a Miss Universo 2019, arrivando al settimo posto.
Ha una sorella gemella,Alizée.